# Geelkeelfrankolijn
De geelkeelfrankolijn (Pternistis leucoscepus) is een vogel uit de familie fazantachtigen. 

## Verspreiding en leefgebied
De soort komt voor in Oost-Afrika. Er worden twee ondersoorten onderscheiden:
- P. l. leucoscepus: Eritrea en noordelijk Ethiopië.
- P. l. infuscatus: van noordelijk Somalië tot het noorden van Tanzania

## Beschermingsstatus
Op de Rode lijst van de IUCN heeft de soort de status niet bedreigd.